# ألواح شمسية على مركبات فضائية

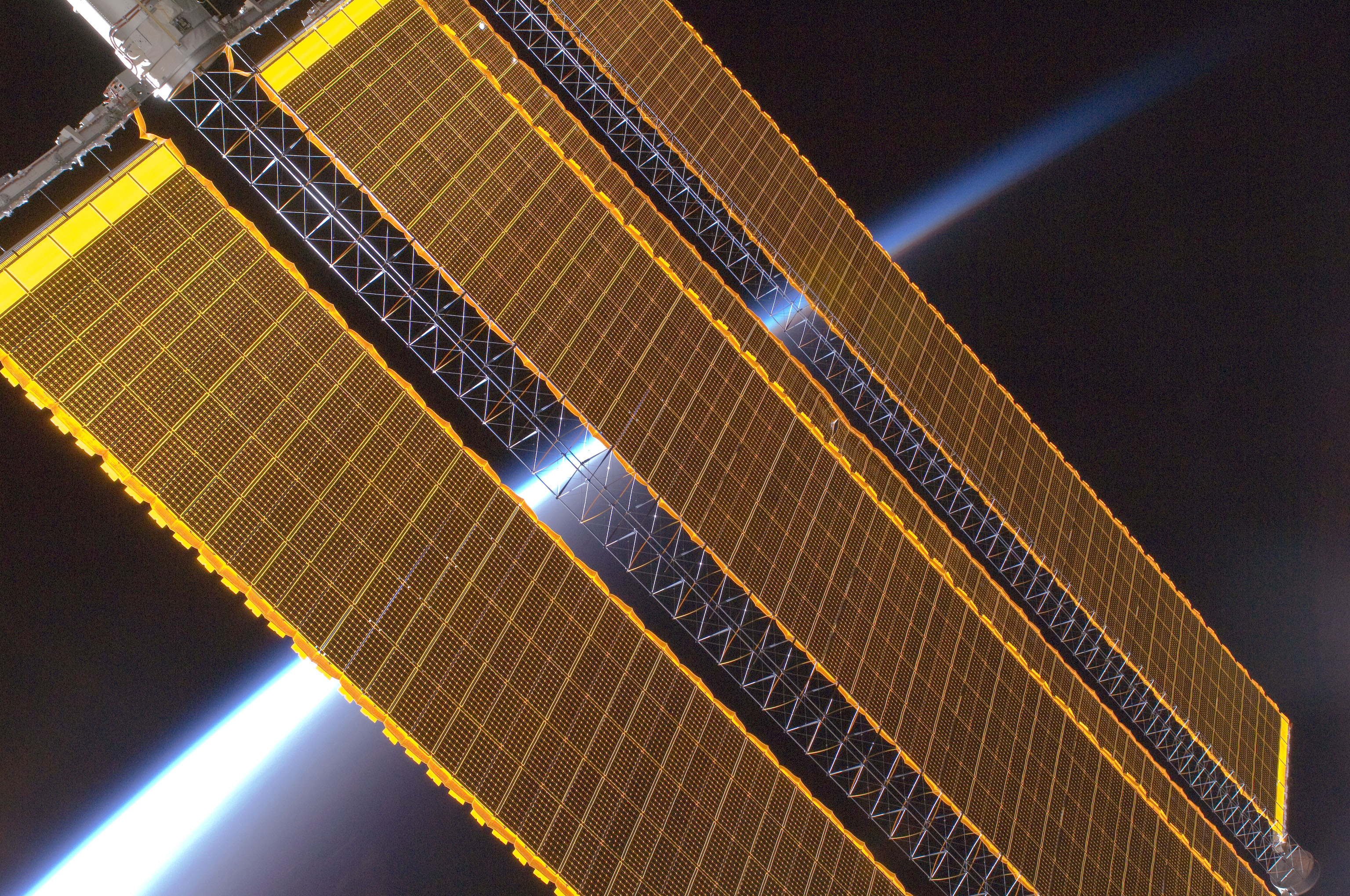
مصفوف من الألواح الضوئية الجهدية على محطة الفضاء الدولية، أغسطس 2008.

 تعتمد المسبارات التي ترسل إلى كواكب المجموعة الشمسية القريبة على ألواح ضوئية جهدية لإمدادها بالكهرباء عن طريق الأشعة الشمسية. أما بالنسبة إلى الكواكب البعيدة فيضعف الإشعاع الشمسي بحيث يتعذر الحصول على الطاقة الكهربائية المطلوبة، ولهذا تستخدم مولدات حرارية تعمل بالنظائر المشعة في تلك المناطق البعيدة عن الشمس.

## تاريخ استخدامها
كان القمر الصناعي فانجارد أول مسبار فضاء يستخدم ألواحا شمسية لإمدادة بالكهرباء وكان إطلاقة عام 1958. ويرجع الفضل في ذلك إلى الدكتور هانز تسيجلر الذي يعتبر أول استخدام الأشعة الشمسية لإمداد الأقمار الصناعية بالطاقة اللازمة لعمل أجهزتها.
وخلال 30 عاما من عمله في فورت مونموث (1947-1976) أمضى 12 سنة كرئيسا لقسم الأبحاث بها.

## استخداماتها
تستخدم الألواح الشمسية على المسبارات والمركبات الفضائية لغرضين هامين :
- إنتاج الطاقة لأجهزة القياس والاستكشاف، وتوفير الحرارة اللازمة لعملها أو تبريدها، وللاتصال،
- توليد طاقة لتشغيل المحرك الصاروخي أو المحرك الكهربائي للمسبار ن ويسمى أحيانا محرك كهربائي شمسي solar-electric propulsion.[4]

ويعتبر ما يسمى برقم الفائدة ' كخاصية تعطي النسبة بين الطاقة المتولدة إلى الوزن، وهذا الرقم يعبر عن الحد الأقصي للطاقة التي تكون في خدمة المركبة الفضائية بالنسبة غلى وزن المركبة بما فيها من ألواح شمسية.
وبغرض زيادة الطاقة المتولدة لكل كيلو جرام تستخدم الألواح الشمسية العاملة على المركبات الفضائية ألواحا شمسية تتراص فيها الخلايا الضوئية بحيث تغطي 100% من أسطحها المعرضة للشمس، ولا يستخدم الويفر الشمسي المستدير والذي لا يغطي سوى نحو 90 % من السطح.

## معرض صور

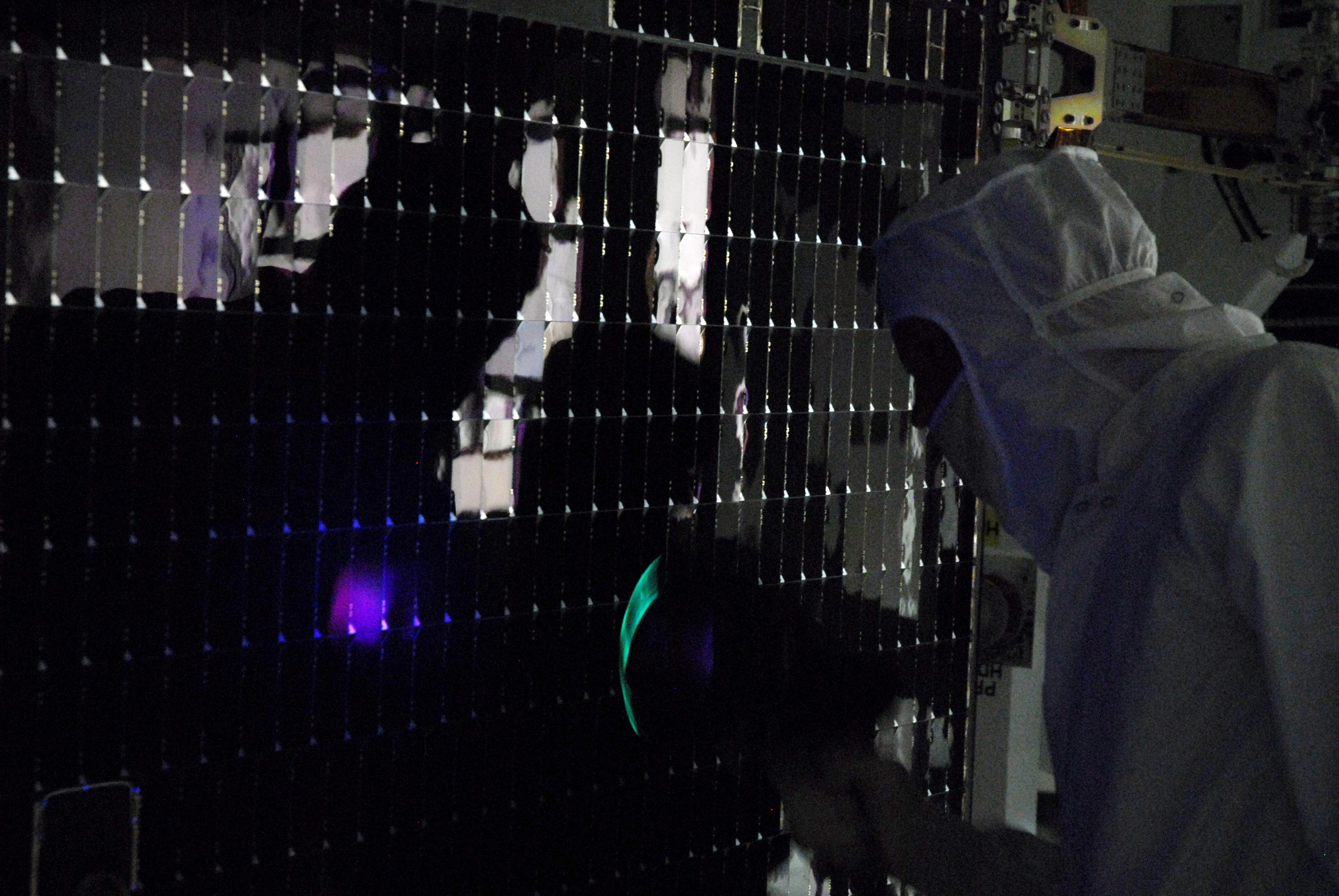
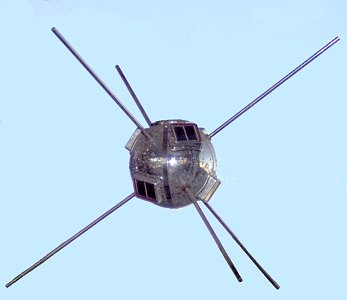
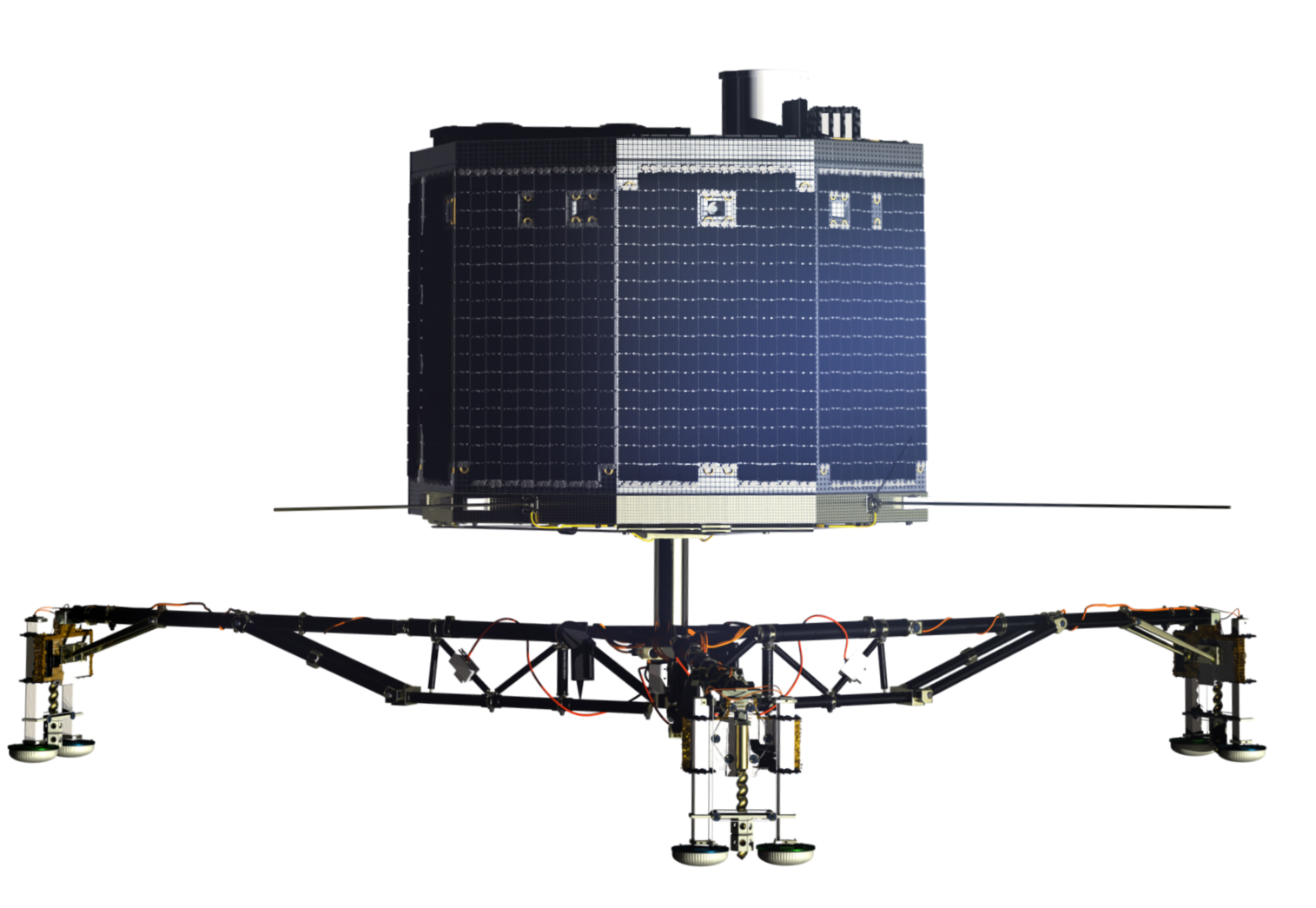
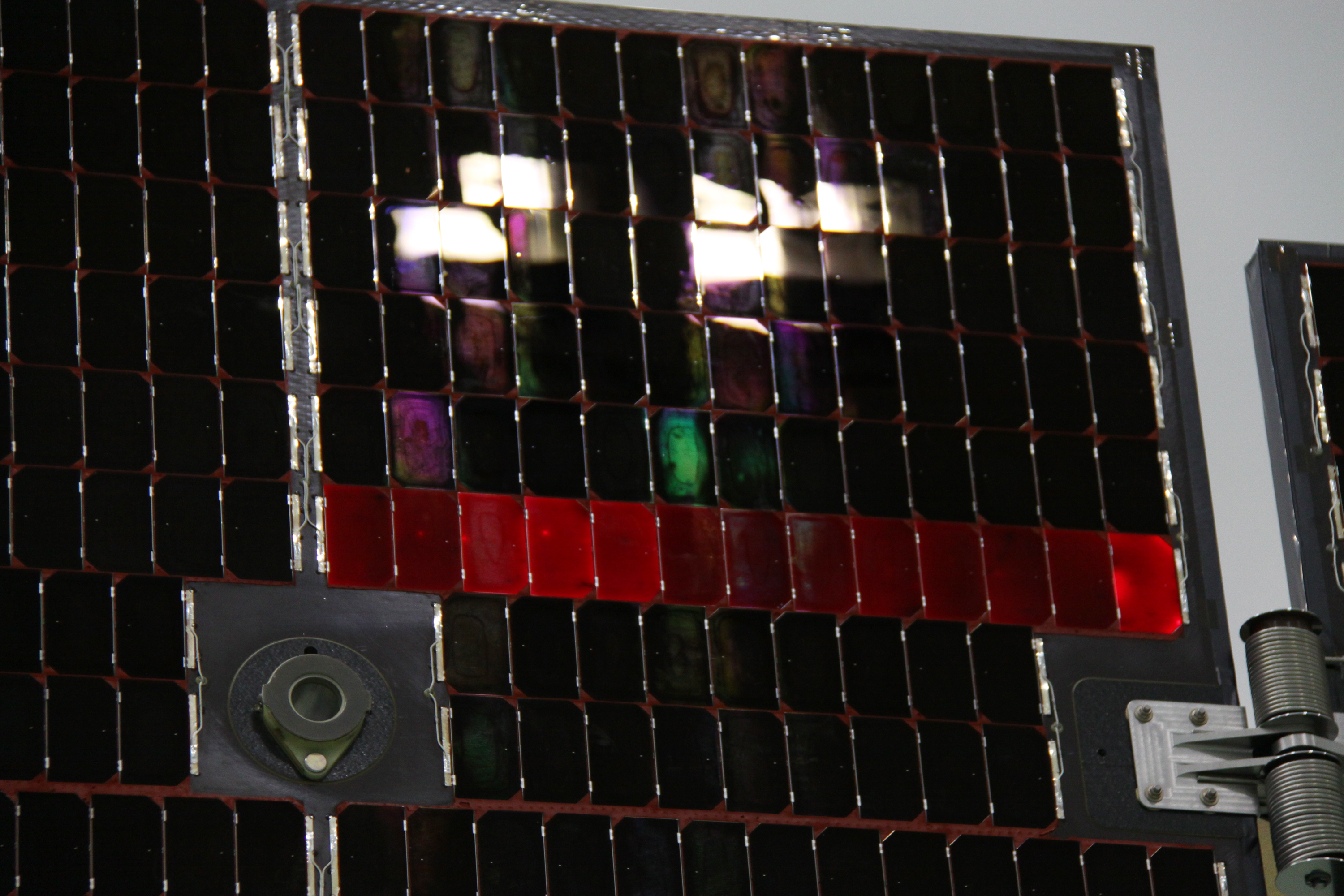
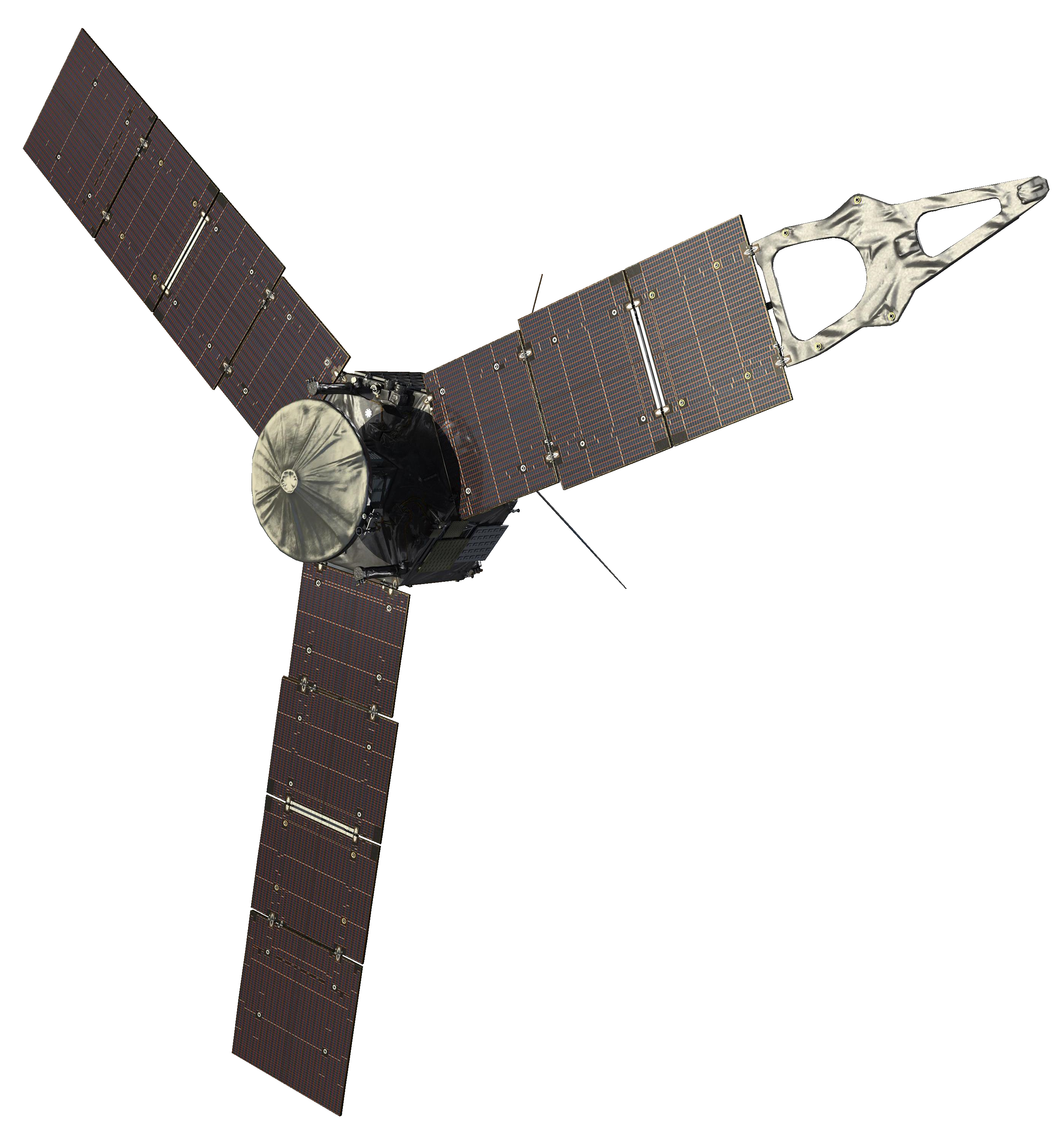
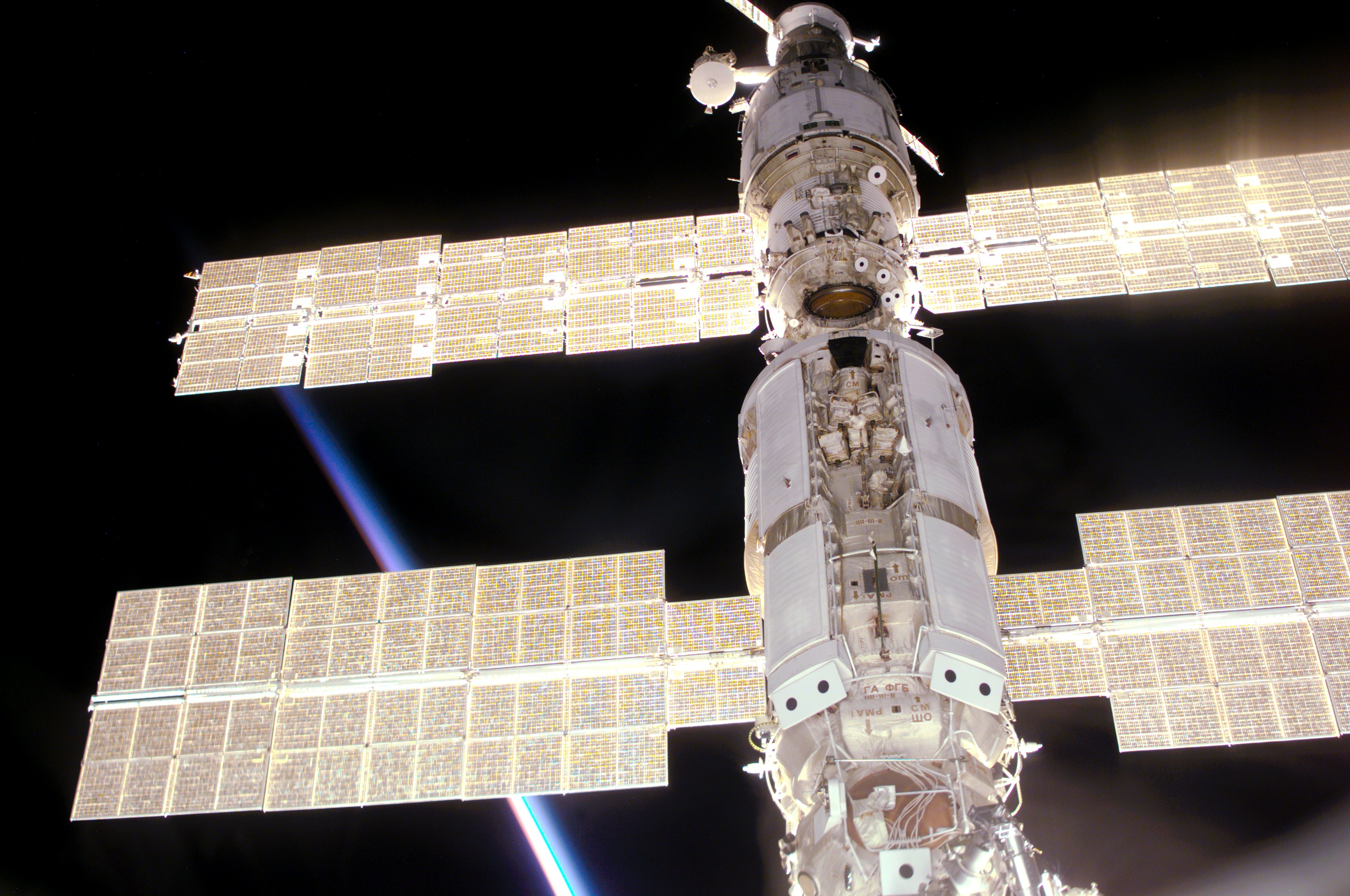

## اقرأ أيضا
- خلية شمسية
- خلية ضوئية جهدية متعددة الوصلات
- ظاهرة كهروضوئية
- لوح ضوئي
- تأثير ضوء جهدي
- خلية ضوئية جهدية
- مصفوف ضوئي جهدي
- محطات طاقة شمسية جهدية